# رامین طلوعی
رامین طلوعی طهرانی سیاستمدار آمریکایی ایرانی‌تبار است. وی در سال ۲۰۲۲ به سمت مدیرکل اقتصادی و بازرگانی وزارت امور خارجه ایالات متحده آمریکا منصوب شد.

## زندگی سیاسی
رامین طلوعی در ۲۰ نوامبر ۲۰۱۴ به عنوان دستیار امور بین‌الملل وزارت خزانه‌داری ایالات متحده آمریکا انتخاب شد. او پیش از این در این وزارتخانه سمت‌هایی را بر عهده داشته‌است و به سیاست‌های پولی، بازارهای مالی جهان، و همکاری آمریکا با دیگر اقتصادهای بزرگ جهان می‌پرداخت. انتخاب رامین طلوعی به این سمت پیشتر به موافقت مجلس سنای ایالات متحده آمریکا رسیده بود.
رامین طلوعی کارشناسی خود را از دانشگاه هاروارد و کارشناسی ارشد خود را از کالج بالیول دانشگاه آکسفورد دریافت کرده‌است. رامین طلوعی در پست معاون امور بین‌الملل وزارت خزانه‌داری ایالات متحده آمریکا مسئولیت سیاست مالی و بین‌المللی خزانه داری آمریکا، هماهنگی با کشورهای گروه ۲۰ و مسائل اقتصادی دوجانبه و داخلی را بر عهده خواهد داشت. رامین طلوعی از سال ۲۰۰۳ تا ۲۰۰۶ مدیر اداره نیمکره غربی و از سال ۲۰۰۱ تا ۲۰۰۳ مشاور ارشد معاون وزیر خزانه داری بوده‌است. او از سال ۱۹۹۹ تا ۲۰۰۱ نیز در سمت معاون مدیر و اقتصاددان بین‌المللی در بخش اروپای مرکزی و جنوب شرقی وزارت خزانه‌داری آمریکا مشغول بوده‌است.
وی پس از ترک وزارت خزانه‌داری به آموزش اقتصاد بین‌الملل در دانشگاه استنفورد پرداخت.
رامین طلوعی در دوره انتقال قدرت از دونالد ترامپ به جو بایدن، در تیم انتقالی بایدن وظیفه بررسی مسائل وزارت خارجه را داشت.
رامین طلوعی در جریان جنبش جان سیاهان مهم است با معترضان ابراز همراهی کرده بود.